# テオドール・フォン・シャハト
テオドール・フライヘア・フォン・シャハト（Theodor Freiherr von Schacht, 1748年 ストラスブール - 1823年6月20日 レーゲンスブルク）は、フランス王国にて出生し、ドイツで活動していた作曲家。

## 経歴
最初にレーゲンスブルクの宮廷音楽家ヨーゼフ・リーペルに師事し、1766年にはシュトゥットガルトにて同地のヴュルテンブルク伯カール＝オイゲン付きの宮廷楽長ニコロ・ヨンメッリに師事している。このほか、ヴェッツラーに於いても音楽を勉強している。
その後、騎士号を取得してレーゲンスブルクに戻り、1773年、同地の宮廷音楽監督に就任。そして、イタリア・オペラの普及に尽力することとなった。
1796年には、これまでの音楽活動が認められて終身年金を授与される。これ以後は、フリーの作曲家として、ベートーヴェンやルドルフ大公、ナポレオン等に纏わる作品を生み出していった。

## 作品
シャハトはその生涯に33曲の交響曲を作曲しており、その一部は『トゥルン・ウント・タクシス宮廷発の7つの交響曲（Seven Symphonies from the court of Thurn and Taxis）』に収められている。またクラリネットのための作品も遺しており、この中には3曲のクラリネット協奏曲や、3本のクラリネットのための協奏曲も含まれている。シャハトが書いたクラリネット協奏曲は、クラリネットA管の最初の使用例の一つとなっている。
彼はまた、2本のファゴットのための協奏曲も、少なくとも1曲書き上げている。